# Rue Scribe (Paris)
Pour les articles homonymes, voir rue Scribe.
La rue Scribe est une voie du 9e arrondissement de Paris.

## Situation et accès

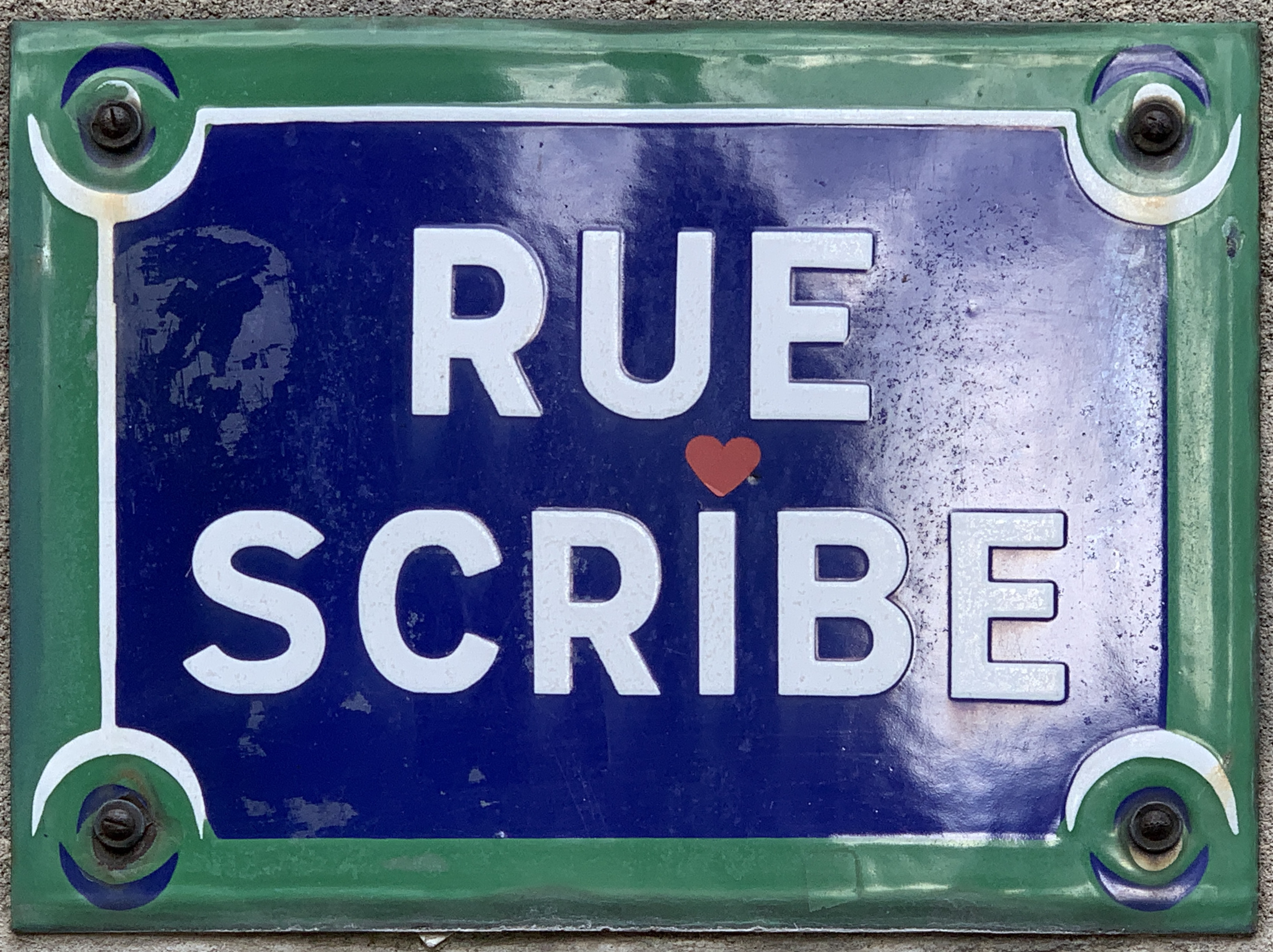
Plaque de la rue

La rue Scribe est située dans le 9e arrondissement de Paris, elle commence boulevard des Capucines, se développe vers le nord-nord-est, croise la rue Auber, longe l'opéra Garnier et la place Charles-Garnier, rejoint la rue des Mathurins au niveau de la place Diaghilev ; elle est prolongée au-delà du boulevard Haussmann par la rue de Mogador.
Elle fait partie de la re-composition de la Chaussée-d'Antin entreprise au XIXe siècle et qui culmine avec les transformations de Paris sous le Second Empire et la construction de l'opéra Garnier.
Ce site est desservi par les stations de métro Opéra et Chaussée d'Antin - La Fayette et par la gare Auber sur la ligne A du RER.

## Origine du nom

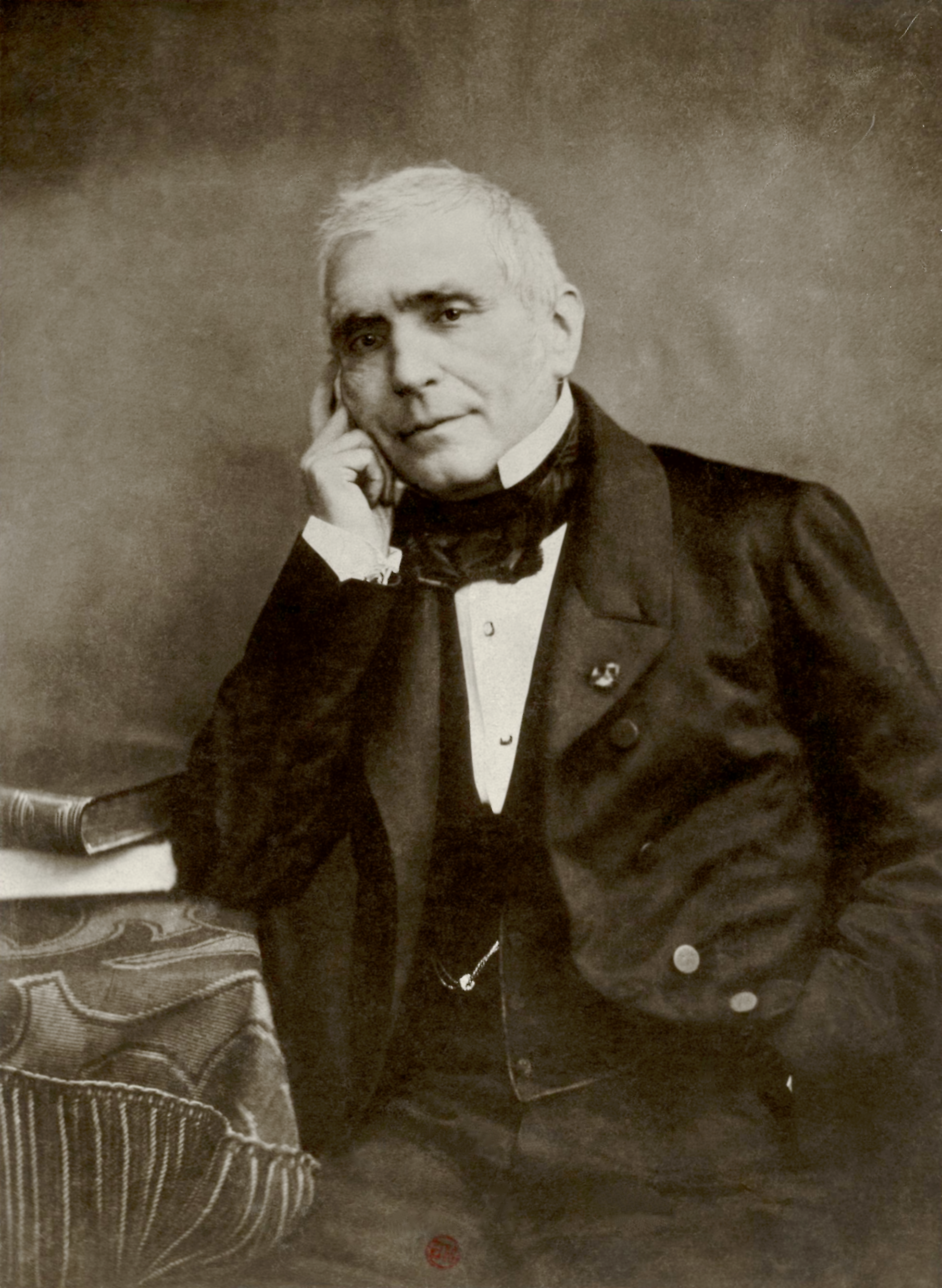
Eugène Scribe.

La rue Scribe est nommée d'après l'auteur dramatique Eugène Scribe (1791-1861), en raison de son voisinage avec l'opéra Garnier, par décret du 2 mars 1864.

## Historique
La rue Scribe a été ouverte par décret du 29 septembre 1860, entre le boulevard des Capucines et la rue des Mathurins. La largeur de la partie comprise entre le boulevard des Capucines et la rue Auber a été portée à 22 m ; le décret ne prévoyait que 20 m.
La partie comprise entre la rue des Mathurins et le boulevard Haussmann a été incorporée à la place Diaghilev.

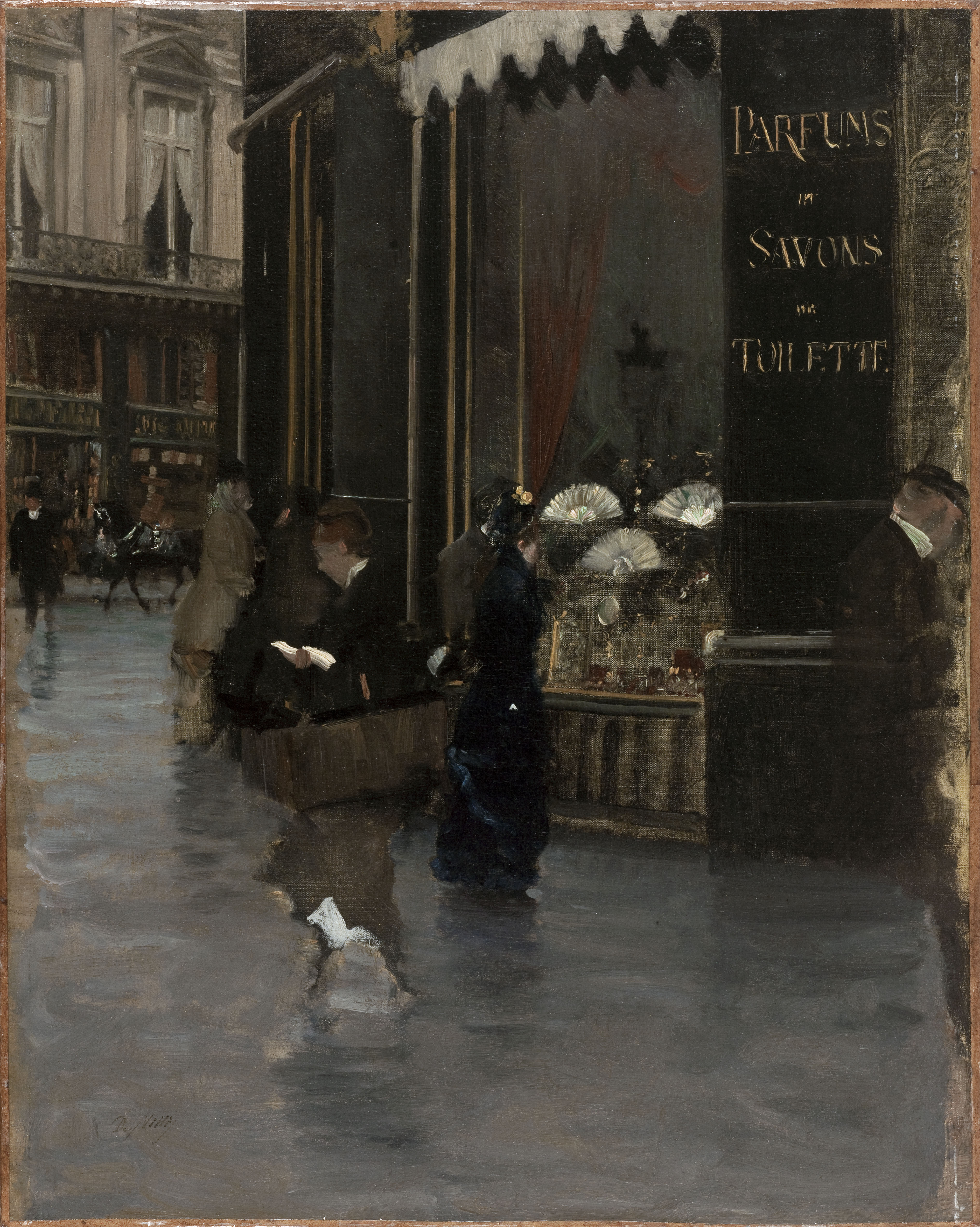
La Parfumerie Violet, à l'angle du boulevard des Capucines et de la rue Scribe, vers 1880 Giuseppe De Nittis Musée Carnavalet, Paris
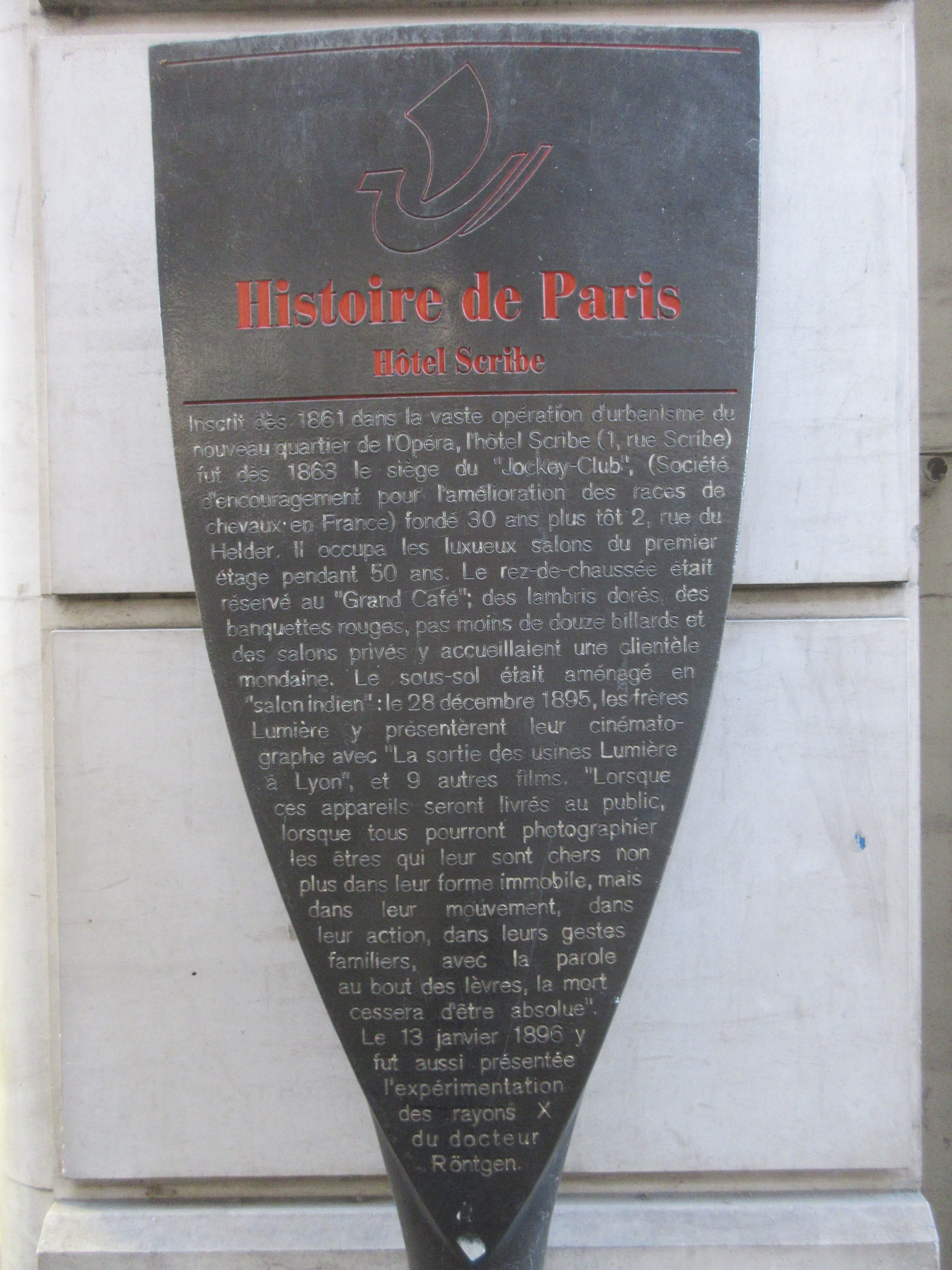
Panneau Histoire de Paris « Hôtel Scribe »
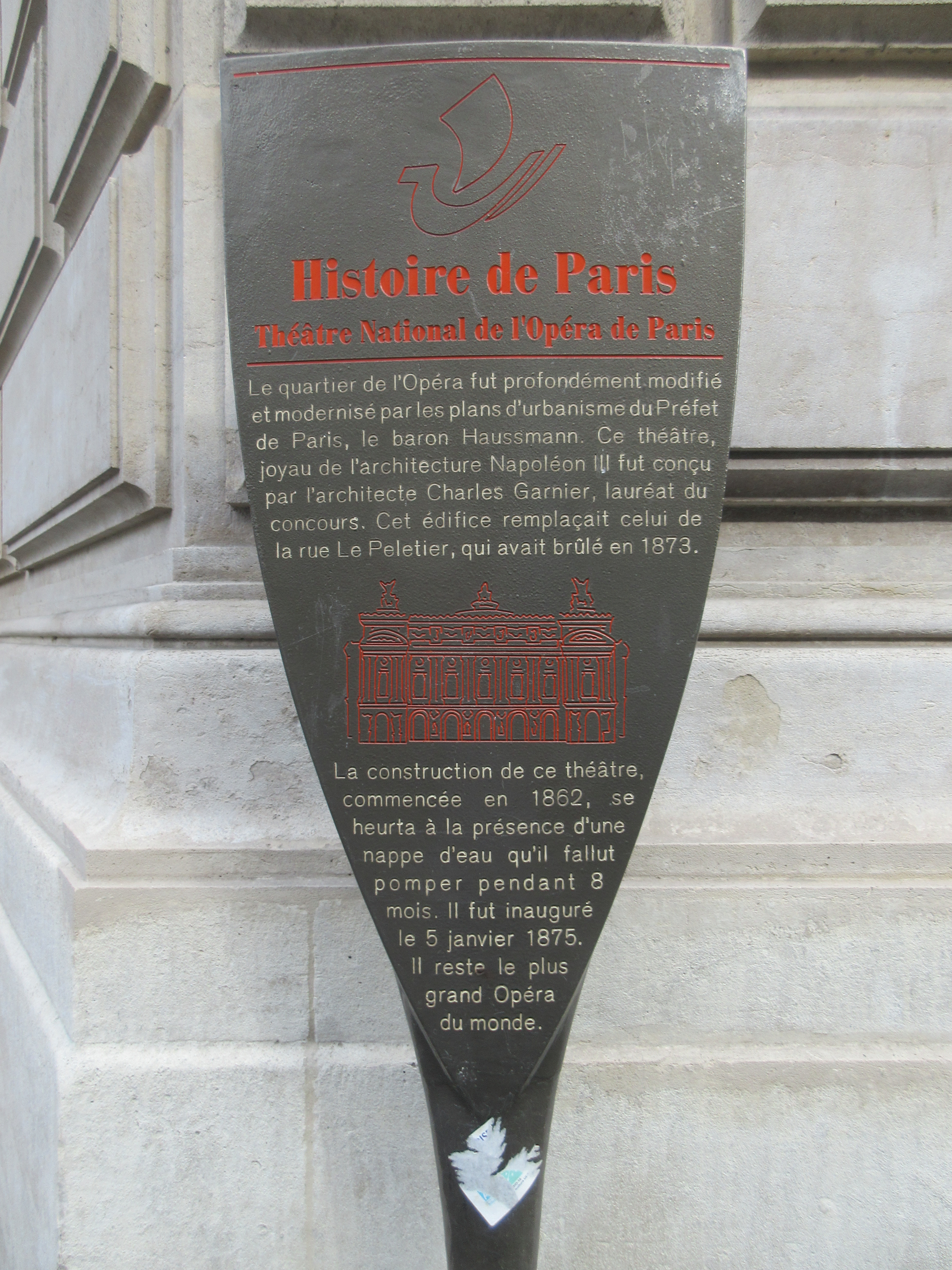
Panneau Histoire de Paris « Théâtre national de l'Opéra de Paris »

## Bâtiments remarquables et lieux de mémoire
- No 1 : anciens locaux du Jockey Club de Paris. Hôtel Scribe. Construits par les frères Pereire[1].
- Nos 2 à 6 : arrière du Grand Hôtel construit par les frères Pereire[1] et désormais InterContinental Paris Le Grand, dont l'entrée est située sur la place de l'Opéra ; les façades et toitures font l'objet d'une inscription au titre des monuments historiques depuis le 22 août 1975[2] ; l'immeuble est en outre assujetti à la servitude d'architecture prévue par le décret du 29 septembre 1860 pour les abords de l'Opéra.
- Nos 6, 11, 11 bis, 15 et 17 : les façades et les toitures sur rue des immeubles aux abords de l'Opéra font l'objet d'une inscription au titre des monuments historiques depuis le 30 décembre 1977[3] ; les immeubles sont en outre assujettis à la servitude d'architecture prévue par le décret du 29 septembre 1860 pour les abords de l'Opéra.
Les bâtiments des nos 15-17, au croisement avec la rue des Mathurins, sont construits en 1865 pour accueillir sur cinq étages des logements, des boutiques, un hôtel et une salle de théâtre en sous-sol, l'Athénée-Comique, qui ferme en 1883. La Banque française pour le commerce et l'industrie rachète l'immeuble en 1913, qui est complètement réaménagé ; des grilles protègent désormais les entrées et l'accès à l'intersection des deux rues est percé à cette occasion, destiné aux clients de la banque. En 1935, l'État devient locataire pour une vingtaine d'années, y installant des services des ministères de la Justice, de la Santé, puis des Finances ; il rachète le site en 1957 pour y créer une salle des ventes. Depuis 2009, il accueille un magasin de vêtements[4].
- No 31 : domicile d'Angelo Mariani.
- La bouche de métro de la station Opéra dessinée en 1900 par l'architecte Hector Guimard pour la Compagnie du chemin de fer métropolitain de Paris et mise en place en 1904 au coin de la rue Auber, fait l'objet d'une inscription au titre des monuments historiques depuis le 29 mai 1978, ainsi que d'un label « Patrimoine du XXe siècle[5] ».
- Le théâtre national de l'Opéra, construit par Charles Garnier. La rue Scribe longe la façade ouest, du côté du pavillon de l’Empereur (appelé après la chute du Second Empire « pavillon du chef de l'État ») et de la bibliothèque-musée de l'Opéra. Ce côté abritait un commissariat de police comportant des cellules dont un des derniers occupants est Daniel Cohn-Bendit,  en 1968[6].